# Sistema auditivo central
El sistema auditivo central se encarga de la percepción del sonido captado. 
Está formado por diversas estructuras cerebrales:
1. Las 30 000 neuronas que conforman los nervios auditivos y se encargan de transmitir los impulsos eléctricos al cerebro para su procesamiento.
2. Los sectores de nuestro cerebro dedicados a la audición.

El sistema auditivo humano podemos dividirlo en dos etapas: la captación del sonido, de la que se encarga el sistema auditivo periférico y la percepción de la que se encarga el sistema auditivo central.

## Fisiología
A través de los nervios acústicos, el cerebro recibe patrones que contienen la información característica de cada sonido y los compara con otros almacenados en la memoria (la experiencia pasada) para poder identificarlos.
Aunque la información recibida no se corresponda con la información que la memoria tiene almacenada, el cerebro intentará igualmente adaptarla a algún patrón que le sea conocido, al que considere que más se le parece. 

Si al cerebro le resulta imposible encontrar algún patrón que se asemeje a la información recibida, el  tiene dos opciones: lo desecha o lo almacena. Si lo almacena, lo convierte en un nuevo patrón susceptible de ser comparado.
El cerebro procesa la información en función de tres escalones
1. En un primer nivel, el cerebro identifica el lugar de procedencia del sonido (su localización), para ello tiene en cuenta la escucha binaural humana, es decir, el hecho de que el hombre recibe dos señales simultáneas y diferentes de un mismo sonido.
2. En un segundo nivel, el cerebro identifica el sonido propiamente dicho, es decir, sus características tímbricas.
3. En un tercer nivel, se determinarían las propiedades temporales de los sonidos. Su relevancia en función de los sonidos que lo suceden o anteceden (efecto Haas, enmascaramiento sonoro y otros procesos psicoacústicos que afectan a la forma en que es percibido el sonido).

El sistema auditivo se daña por los ruidos del exterior.